# Griekenland op het Eurovisiesongfestival 2022

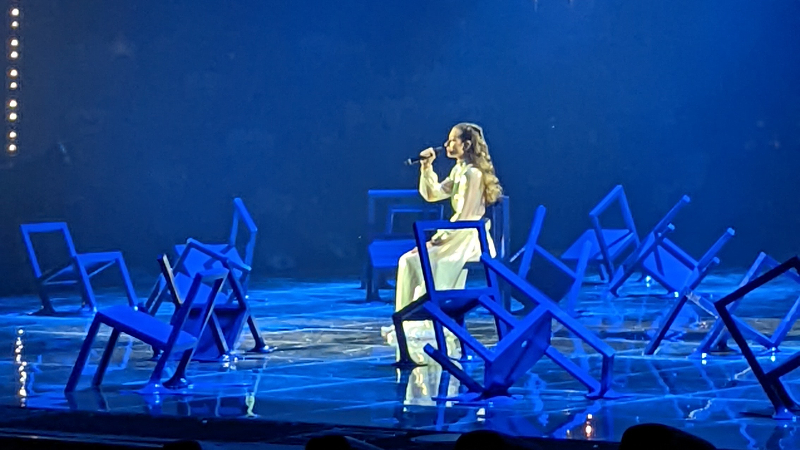
Amanda tijdens de eerste halve finale in Turijn.

Griekenland nam deel aan het Eurovisiesongfestival 2022 in Turijn, Italië. Het was de 42ste deelname van het land aan het Eurovisiesongfestival zijn. De ERT was verantwoordelijk voor de Griekse bijdrage van 2022.

## Selectieprocedure
Net als de voorgaande jaren opteerde de Griekse openbare omroep ook ditmaal om een interne selectie te voeren om de Griekse act voor het Eurovisiesongfestival te selecteren. Op 15 december 2021 maakte ERT bekend dat de keuze was gevallen op Amanda Tenfjord. Het nummer waarmee Tenfjord naar Turijn afzakte, werd op een later tijdstip gepresenteerd.

## In Turijn
Griekenland trad aan als vijftiende in de eerste halve finale op 10 mei 2022. Op het einde van de avond wist Griekenland zich opnieuw te plaatsen voor de grote finale. In de finale op zaterdag 14 mei 2022 werd Griekenland achtste met 215 punten. Het land kreeg zes keer 12 punten van de vakjury's. 
1974 · 1975 · 1976 · 1977 · 1978 · 1979 · 1980 · 1981 · 1982 · 1983 · 1984 · 1985 · 1986 · 1987 · 1988 · 1989 · 1990 · 1991 · 1992 · 1993 · 1994 · 1995 · 1996 · 1997 · 1998 · 1999-2000 · 2001 · 2002 · 2003 · 2004 · 2005 · 2006 · 2007 · 2008 · 2009 · 2010 · 2011 · 2012 · 2013 · 2014 · 2015 · 2016 · 2017 · 2018 · 2019 · 2020 · 2021 · 2022 · 2023 · 2024 · 2025
Albanië · Armenië · Australië · Azerbeidzjan · België · Bulgarije · Cyprus · Denemarken · Duitsland · Estland · Finland · Frankrijk · Georgië · Griekenland · Ierland · IJsland · Israël · Italië · Kroatië · Letland · Litouwen · Malta · Moldavië · Montenegro · Nederland · Noord-Macedonië · Noorwegen · Oekraïne · Oostenrijk · Polen · Portugal · Roemenië · San Marino · Servië · Slovenië · Spanje · Tsjechië · Verenigd Koninkrijk · Zweden · Zwitserland